# Senegal en los Juegos Olímpicos de Lillehammer 1994
Senegal estuvo representado en los Juegos Olímpicos de Lillehammer 1994 por un deportista masculino que compitió en esquí alpino.
El portador de la bandera en la ceremonia de apertura fue el esquiador alpino Lamine Guèye. El equipo olímpico senegalés no obtuvo ninguna medalla en estos Juegos.